# 순천 (영화)
"순천"(Splendid but Sad Days)은 한국에서 제작된 이홍기 감독의 2013년 다큐멘터리 영화이다. 윤우숙 등이 주연으로 출연하였다.

## 출연

### 주연
- 윤우숙
- 차일선
- 김종선

## 기타
- 구성: 이창현
- 프로듀서: 이석원
- 조명: 이승민
- 연출부: 조민지, 정재형, 윤지우
- 동시녹음: 이선주
- 사운드: 김선국, 김민섭